# بيل بيكيت
بيل بيكيت (بالإنجليزية: Bill Pickett) هو راعي البقر أمريكي، ولد في 5 ديسمبر 1870 في مقاطعة ترافيز في الولايات المتحدة، وتوفي في 2 أبريل 1932 في بونكا سيتي في الولايات المتحدة بسبب هجمات الحيوانات.

## نشأته وحياته
وُلِد بيكيت في مجتمع جينكس برانش في مقاطعة ويليامسون بولاية تكساس في عام 1870. (يقع جينكس برانش، المعروف أيضًا باسم مجتمع ميلر، في غرب مقاطعة ويليامسون، على بعد خمسة أميال جنوب شرق ليبرتي هيل، وبالقرب من خط مقاطعة ترافيس.) كان بيكيت هو الثاني من بين 13 طفلًا ولدوا لتوماس جيفرسون بيكيت، وهو رجل مستعبد سابق، وماري "جيني" جيلبرت. كان لبيكيت أربعة أشقاء وثماني شقيقات. كان أصل العائلة من أصول أفريقية أمريكية وشيروكي. بحلول عام 1888، انتقلت العائلة إلى تايلور بولاية تكساس.
في عام 1890، تزوج بيكيت من ماغي تيرنر، الابنة المستعبدة سابقًا لمالك مزرعة جنوبي أبيض. أنجب الزوجان تسعة أطفال.

## وصلات خارجية
- بيل بيكيت على موقع IMDb (الإنجليزية)
- بيل بيكيت على موقع الموسوعة البريطانية (الإنجليزية)
- بيل بيكيت على موقع قاعدة بيانات الفيلم (الإنجليزية)